# John Edensor Littlewood
John Edensor Littlewood FRS (9 tháng 6 năm 1885 – 6 tháng 9 năm 1977) là một nhà toán học người Anh. Ông nghiên cứu chủ yếu về giải tích, lý thuyết số và phương trình vi phân. Ông là cộng sự lâu năm của các nhà toán học Godfrey Harold Hardy và Mary Cartwright.

## Tiểu sử
Littlewood sinh ngày 9 tháng 6 năm 1885 ở Rochester, Kent, là con trai trưởng của Edward Thornton Littlewood và Sylvia Maud. Năm 1892, cha ông được nhận chức hiệu trưởng của một ngôi trường ở Wynberg, Cape Town, Nam Phi và đưa cả gia đình ông tới đó. Littlewood trở lại Anh vào năm 1990 và học trường St Paul ở London, ở đây ông theo học Francis Sowerby Macaulay - một nhà hình học đại số danh tiếng.
Năm 1903, ông nhập học vào đại học Cambridge, học ở trường cao đẳng Trinity. Ông dành hai năm đầu tiên của mình chuẩn bị cho kì thi Tripos, kì thi cho phép những sinh viên vượt qua nó được cấp bằng cử nhân và lấy bằng cử nhân năm 1905. Vào năm 1906, sau khi hoàn thành phần thi thứ hai của kì thi Tripos, ông bắt đầu nghiên cứu của mình dưới sự dướng dẫn của Ernest Barnes. Một trong những bài toán Barnes đề xuất với Littlewood là chứng minh Giả thuyết Riemann, tuy nhiên ông đã không thể hoàn thành được nó. Ông trở thành giảng viên trường Trinity năm 1908 sau 3 năm làm giảng viên tại trường đại học Manchester, ông dành hầu hết phần còn lại trong sự nghiệp của mình giảng dạy tại Cambridge. Ông trở thành giáo sư năm 1928 và nghỉ hưu vào năm 1950. Ông được kết nạp vào Hội Hoàng gia năm 1916 và được nhận huân chương Hoàng Gia năm 1929, Huy chương Sylvester năm 1943, Huy chương Copley năm 1958. Ông là chủ tịch hội toán học London từ năm 1941 đến năm 1943, nhận Huy chương De Morgan vào năm 1938, giải Berwick năm 1960.
Littlewood mất ngày 6 tháng 9 năm 1977.

## Đóng góp
Hầu hết đóng góp của ông là trong lĩnh vực giải tích. Ông bắt đầu dưới sự hướng dẫn của Barnes, người đã đề xuất ông thử tấn công giả thuyết Riemann: Littlewood đã chứng minh được rằng nếu giả thuyết Riemann là đúng sẽ kéo theo Định lý số nguyên tố và đưa ra các sai số. Đóng góp này giúp ông nhận được học bổng ở Trinity. Tuy nhiên, mối liên hệ giữa giả thuyết Riemann và định lý số nguyên tố đã được biết đến trước đó ở Châu Âu và ông sau đó đã thừa nhận điều này trong cuốn sách nổi tiếng của mình A Mathematician's Miscellany.
Ông tìm ra định luật Littlewood, nói rằng mỗi cá nhân có thể trông chờ những điều kì diệu đến với mình, vởi xác suất khoảng 1 lần một tháng.
Ông tiếp tục nghiên cứu cho đến những năm 80 tuổi, đặc biệt trong lĩnh vực giải tích mà sau này trở thành lý thuyết Hệ thống động lực.
Ông cũng được biết đến với cuốn hồi kí nổi tiếng của mình, A Mathematician's Miscellany (Hợp tuyển của một nhà toán học).
Những nghiên cứu sinh của ông gồm có Sarvadaman Chowla, Harold Davenport và Donald C. Spencer.
Ông cộng tác với các nhà toán học khác, chủ yếu bằng thư từ, nghiên cứu về Xấp xỉ Diophantos và đặc biệt là Bài toán Waring. Ngoài ra, ông còn cộng tác với  Raymond Paley về Định lý Littlewood-Paley trong giải tích Fourier, với Cyril Offord về tổng ngẫu nhiên.
Ông làm việc với Mary Cartwright về các vấn đề trong phương trình vi phân nảy sinh trong những nghiên cứu ban đầu về radar, đóng góp của họ là khởi phát cho lý thuyết hệ động lực hiện đại. Bất đẳng thức Littlewood's 4/3 trong các dạng song tuyến tính là khởi nguồn cho lý thuyết về chuẩn tensor của Grothendieck sau này.

### Cộng tác với Hardy
Ông là cộng sự lâu năm với G. H. Hardy. Cùng nhau họ đã phỏng đoán giả thuyết Hardy-Littlewood thứ nhất, một dạng làm trội của giả thuyết Số nguyên tố sinh đôi và phỏng đoán giả thuyết Hardy-Littlewood thứ hai.
Ông cùng với Harday đã hướng dẫn và ủng hộ nhà toán học Ấn Độ huyền thoại Srinivasa Ramanujan, một nhà toán học tự học, sau đó đã trở thành thành viên Hội Hoàng gia và được công nhận là ngang hàng với những thiên tài vĩ đại như Euler hay Jacobi.

## Trong văn hoá đại chúng
Ông được đóng bởi Toby Jones trong bộ phim The Man Who Knew Infinity (2015), một bộ phim nói về cuộc đời của Ramanujan.